# Jenny from the Block
Jenny from the Block ist ein Lied der US-amerikanischen Sängerin Jennifer Lopez aus dem Jahr 2002, in Zusammenarbeit mit den US-Rappern Jadakiss und Styles P.

## Entstehung und Veröffentlichung
Geschrieben wurde das Lied von der Interpretin selbst, zusammen mit den Koautoren Fernando Arbex, Andre Deyo, Troy Oliver, Michael Olivieri, Lawrence Parker, Scott Sterling sowie dem Produzentenduo Trackmasters (bestehend aus Samuel Barnes und Jean Claude Olivier). Troy Oliver und die Trackmasters zeichneten zudem, zusammen mit Cory Rooney, auch für die Produktion verantwortlich.
Die Erstveröffentlichung von Jenny from the Block erfolgte zunächst als Airplay am 26. September 2002 bei Epic Records. Am 11. November 2002 erschien es schließlich als offizielle Single. Diese erschien als CD-Maxi-Single mit vier Remixen zu Jenny from the Block sowie einem Remix zu Alive als B-Seite (Katalognummer: 673281 2). Am 19. November desselben Jahres erschien das Lied als Teil von Lopez’ dritten Studioalbum This Is Me… Then (Katalognummer: EK 86231), dessen erste Singleauskopplung es ist.

## Hintergrund
Das Album This Is Me… Then war ursprünglich für den Dezember 2002 angekündigt. Doch ein Radiosender in Hartford, Connecticut spielte das Lied Jenny from the Block mit den Gaststars Jadakiss und Styles P. bereits vor der offiziellen Veröffentlichung und gaben das Lied auch an die Infinity Broadcasting Corporation weiter. Daher zogen Lopez und ihre Plattenfirma Epic Records die Veröffentlichung in den November vor. Auf diesem Album hatte Lopez mehr kreative Kontrolle als auf ihren früheren Alben On the 6 (1999) und J.Lo (2001). Das Album präsentierte außerdem einen erwachseneren R&B-Sound als ihre früheren Veröffentlichungen. Die meisten Lieder handelten von ihrer Beziehung mit Ben Affleck, das Album an sich war nach Ansicht der Medien eine Liebeserklärung an den Schauspieler. Lopez bestätigte später auch, dass eine ganze Reihe der Lieder auf dem Album von ihren damaligen Lebensumständen handelten und Affleck ein großer Teil davon gewesen sei. Diese Ausrichtung stieß nicht auf Liebe bei allen Kritikern. So bezeichnete der Guardian das Album als „ärgerlich“.
Während der Produktion des Albums waren Affleck und Lopez ein prominentes Paar, das von den Medien hofiert, aber auch von den Paparazzi gejagt wurde. Gelegentlich wurde das Paar als „Bennifer“ bezeichnet. Dieser Umstand machte dem Paar zwar zu schaffen, sie versuchten jedoch unverkrampft damit umzugehen und die Aufmerksamkeit zu ihrem Vorteil zu nutzen. Tatsächlich wurde das Paar auch mit Spott und Hohn überschüttet und die Überberichterstattung hatte einen negativen Einfluss auf beider Karrieren.

## Inhalt

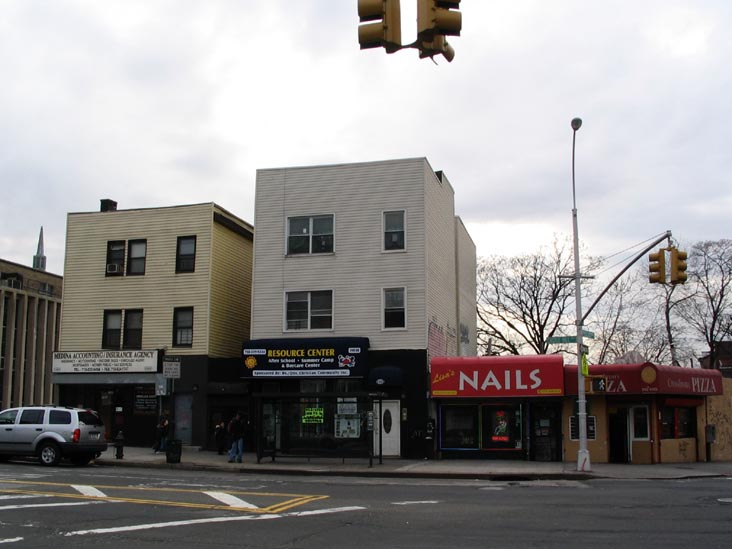
Castle Hill, wo Lopez aufwuchs

Jenny from the Block ist ein Up-tempo-Contemporary-R&B-Lied mit Elementen aus dem Old School Hip Hop. Es hat eine Länge von 3:08 Minuten. Das Lied beginnt mit dem Sample Children grow and women producing, men go working, some go stealing, everyone’s got to make a living (deutsch „Kinder wachsen auf, Frauen erzeugen sie, Männer gehen arbeiten, manche stehlen, jeder versucht zu überleben“) aus dem Lied Heaven and Hell Is on Earth der 20th Century Steel Band. Das Sample ist im modernen Hip-Hop sehr populär und wurde auch schon von Salt-n-Pepa, Lauryn Hill, Kanye West und den Black Eyed Peas verwendet. Es stammt aus der in der Hip-Hop-Szene häufig verwendeten Kompilation Ultimate Breaks and Beats und soll, wie der Text, Lopez’ Wurzeln zeigen. Ein weiteres Sample stammt aus Boogie Down Productions’ South Bronx (1987) sowie Enoch Light and the Light Brigades Interpretation von Herbie Manns Hi-Jack. Das Sample wurde allerdings aus The Beatnuts Watch Out Now vom Album A Musical Massacre (1999) entnommen. Lopez gab das Sample aber nicht an. The Beatnuts beklagten sich später, die komplette Songidee wäre von Lopez geklaut worden und bei Jenny from the Block würde es sich in Wahrheit instrumental um ein typisches Beatnuts-Lied handeln. Andre Deyo, Hauptsongwriter des Liedes, verteidigte sich später in einem E-Book namens Jenny & Becky from the Block in dem er erklärte, wie er den Song geschrieben hätte und wie jede Zeile zustande kam.
Das Lied handelt davon, dass Lopez trotz ihres immensen Erfolges und des damit erwirtschafteten Reichtums ihren Wurzeln treu bleibt und immer noch das Mädchen „von der Straße“ (“from the block”) geblieben ist, das sie einst war. Lopez drückt damit aus, dass der Erfolg sie nicht verändert hat.

## Musikvideo

### Entstehung und Inhalt
Der Regisseur des Videos war Francis Lawrence. Das Video zeigt wie die Medien in Lopez Leben eingedrungen sind, besonders während der Beziehung mit Ben Affleck, der auch im Video zu sehen ist. Das Video wurde vom 1. bis 24. Oktober in verschiedenen US-amerikanischen Städten gefilmt. Seine Premiere hatte es am 5. November 2002 bei MTVs Total Request Live.
Das Video zeigt Aufnahmen aus dem Privatleben des Paares, mitgefilmt durch das Auge einer Überwachungskamera oder aus dem Sichtfeld vermeintlicher Paparazzi. Dabei entdecken Affleck und Lopez die Paparazzi und zeigen sich verärgert. Außerdem sieht man Lopez durch ein Appartementfenster beim „unbeobachteten“ Tanzen zu einem MP3-Player. Dazwischen geschnitten wurden mehrere Auftritte von Lopez, zum Beispiel auf den Straßen von New York mit Jadakiss und Styles P zusammen. Eine zweite Version des Videos wurde ohne die Auftritte und Rap-Passagen von Styles P and Jadakiss veröffentlicht. Stattdessen sieht man Lopez und eine Band durch eine Überwachungskamera, die zum Chorus von Loving You auftreten. Als sie den Paparazzo bemerken, wird zurück zum ursprünglichen Video geschnitten.

### Kontroverse
Nach der Trennung von ihrem Verlobten versuchte Lopez die weitere Ausstrahlung des Videos auf VH1 und MTV zu verhindern. Ben Affleck bezeichnete das Video später als einen Fehler. Er käme darin wie ein unfeiner, gereizter Depp rüber. In einigen Medien wird erwähnt, dass das Video beinahe Afflecks Karriere ruiniert hätte. Justine Ashley Costanza von der International Business Times benannte das Video als eines der fünf „trashigsten“ aller Zeiten.

## Rezeption

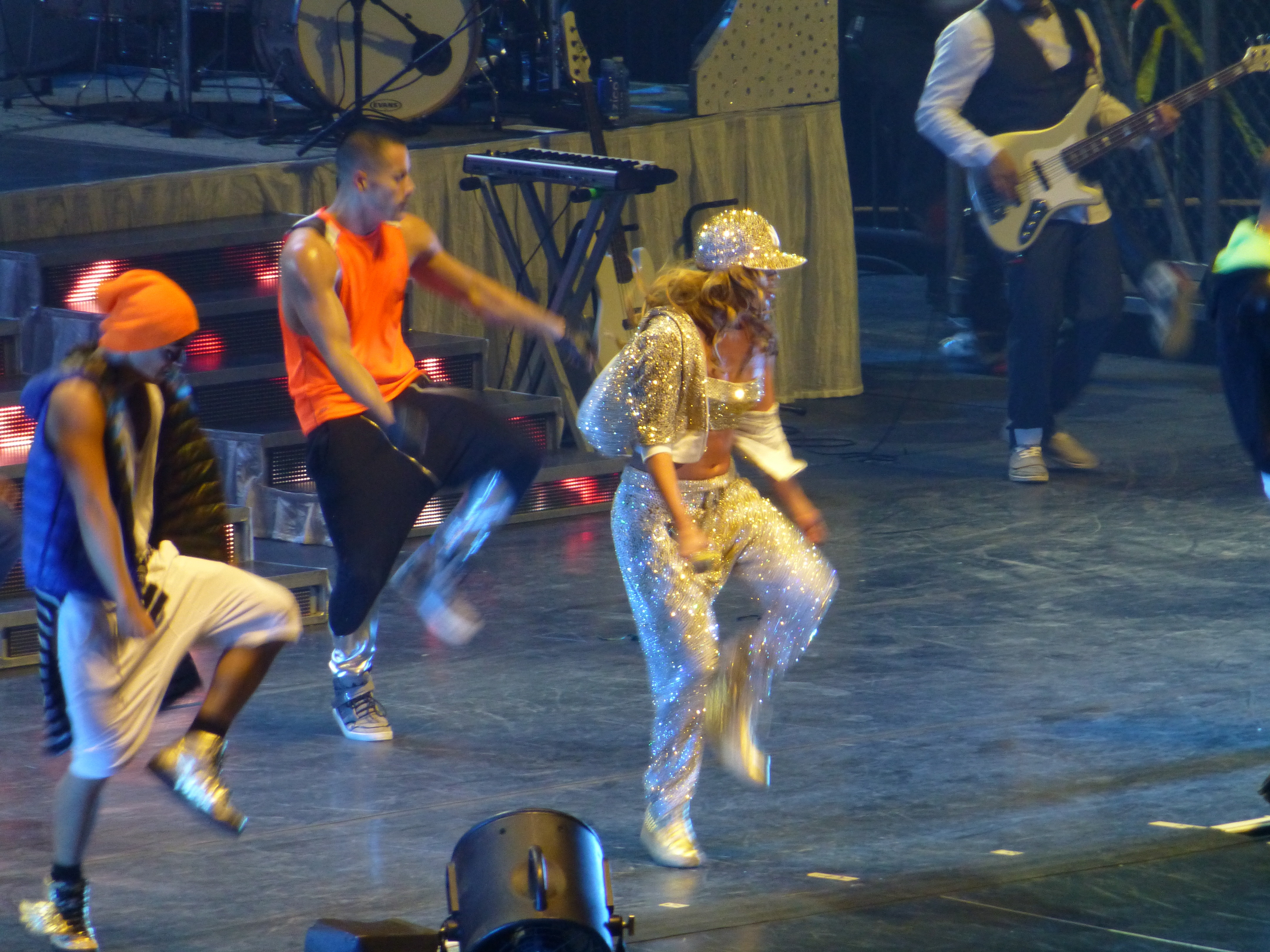
Lopez mit Jenny from the Block auf der Dance Again World Tour (2012)

Das Lied wurde von den Kritikern überwiegend negativ aufgenommen. Stephen Thomas Erlewine von AllMusic bewertete das Lied negativ und bezeichnete den Text als „lachhaft“ und den Song als „albern“. Sal Cinquemani dagegen bezeichnete den Song als Ohrwurm und eine Ansammlung von Samples, die beweisen sollen, dass Lopez immer noch die kleine Jenny aus dem Block sei. Jon Caramanica vom The Village Voice bezeichnete das Lied als Fortführung ihrer Songs I’m Real aus dem Album J.Lo und I’m Gonna Be Alright. Es handele sich dabei um den verzweifelten Versuch um Authentizität bemüht zu sein, während man von Künstlern wie den Boogie Down Productions und The Beatnuts die besten Samples klaut. Dabei spiele es anscheinend keine Rolle, das Styles P und Jadakiss eigentlich aus Yonkers und nicht aus der Bronx stammen oder dass das ehrlichste am Video tatsächlich Ben Affleck sei. James Poletti von Yahoo Music bewertete den Track ebenfalls als negativ. Matthew Wilkening von AOL Radio nahm den Song in eine Liste der 100 schlechtesten Songs aller Zeiten auf.
Dorothee von Peterffy bezeichnete in einer Kritik des Albums auf Laut.de das Lied folgendermaßen:

„Kennzeichnend für die neue Platte von Jennifer Lopez sind ‘All I Have’ mit LL Cool J, die kommende Single, und ‘Jenny From The Block’ mit Styles und Jadakiss, die aktuelle Auskopplung. Beide Lieder sind stark Hip-Hop- und R’n’B-lastig. Die Tracks gehen einigermaßen ab – meint man zumindest am Anfang – durch langweilige Refrains verlieren sie aber schnell wieder den Schwung. Immerhin gehen die Melodien gut ins Ohr.“

## Kommerzieller Erfolg

### Chartplatzierungen
Am 12. Oktober 2002 debütierte der Song auf Platz 67 der US-amerikanischen Billboard Hot 100 und erreichte seine Bestplatzierung mit Rang drei am 7. Dezember 2002. In der Schweiz erreichte Jenny from the Block Platz vier, in Deutschland und Österreich je Rang sieben.
| ChartsChartplatzierungen       | Höchstplatzierung | Wochen |
| ------------------------------ | ----------------- | ------ |
| Deutschland (GfK)              | 7 (15 Wo.)        | 15     |
| Österreich (Ö3)                | 7 (18 Wo.)        | 18     |
| Schweiz (IFPI)                 | 4 (20 Wo.)        | 20     |
| Vereinigte Staaten (Billboard) | 3 (20 Wo.)        | 20     |
| Vereinigtes Königreich (OCC)   | 3 (13 Wo.)        | 13     |

| ChartsJahrescharts (2003)      | Platzierung |
| ------------------------------ | ----------- |
| Deutschland (GfK)              | 61          |
| Österreich (Ö3)                | 60          |
| Schweiz (IFPI)                 | 82          |
| Vereinigte Staaten (Billboard) | 55          |

### Auszeichnungen für Musikverkäufe
| Land/Region                  | Auszeichnungen für Musikverkäufe (Land/Region, Auszeichnung, Verkäufe) | Verkäufe  |
| ---------------------------- | ---------------------------------------------------------------------- | --------- |
| Australien (ARIA)            | 3× Platin                                                              | 210.000   |
| Belgien (BRMA)               | Gold                                                                   | 25.000    |
| Dänemark (IFPI)              | Gold                                                                   | 45.000    |
| Deutschland (BVMI)           | Gold                                                                   | 250.000   |
| Frankreich (SNEP)            | Gold                                                                   | 250.000   |
| Italien (FIMI)               | Gold                                                                   | 50.000    |
| Neuseeland (RMNZ)            | Platin                                                                 | 30.000    |
| Norwegen (IFPI)              | Platin                                                                 | 10.000    |
| Schweiz (IFPI)               | Gold                                                                   | 25.000    |
| Vereinigte Staaten (RIAA)    | Platin                                                                 | 1.000.000 |
| Vereinigtes Königreich (BPI) | Platin                                                                 | 600.000   |
| Insgesamt                    | 6× Gold · 7× Platin ·                                                  | 2.495.000 |

Hauptartikel: Jennifer Lopez/Auszeichnungen für Musikverkäufe

## Coverversionen und weitere Verwendung
Tatsächlich wurde der Titel des Songs zu einem Spitznamen von Lopez, der von diversen Journalisten auch weiterhin verwendet wird. In einer Folge von American Dad gibt es eine Anspielung auf diesen Namenskult. Eine ihr ähnliche Figur wird als „Jenny Fromdabloc“ eingeführt.
Eine Coverversion von Becky G mit dem Titel Becky from the Block wurde 2013 veröffentlicht. Das Video dazu wurde am 6. März 2013 in Los Angeles gefilmt und hatte seine Premiere auf Vevo am 8. April 2013. Lopez und Casper Smart hatten einen Cameo am Ende des Videos. Zudem wurden einige Passagen und ein Sample des Originalvideos übernommen. Der Text stellt eine Parodie dar. Der Rapper Sido zitierte beim Track Sido aus’m Block auf seinem Album Maske das Lied.
Am 24. August 2013 trat Taylor Swift zusammen mit Lopez als Überraschungsgast mit diesem Lied auf ihrer Tour auf.